# 橋頭區
22°45′28″N 120°18′22″E / 22.75764°N 120.30615°E
橋頭區，舊稱「橋仔頭」，前身「橋頭鄉」，位於臺灣高雄市西北部，北抵岡山區，西鄰梓官區，東連燕巢區，南接楠梓區。全境地勢平坦，水系計有後勁溪、典寶溪、中崎溪（實為典寶溪的其中一段）流經，氣候屬熱帶季風氣候。全區總面積25.9379平方公里，人口約有4.3萬人。
橋頭區居高雄與台南間的中繼站，南北縱貫公路、縱貫鐵路、高雄捷運紅線貫通此處，交通便利，遠在日治時代，已在此設置臺灣第一座現代化的糖廠「橋頭製糖株式會社」，特殊的糖業文化是本區社區文化的最佳代表。於1947年6月1日正式成立為鄉。2010年12月25日高雄縣市合併，改為高雄市橋頭區。

## 歷史

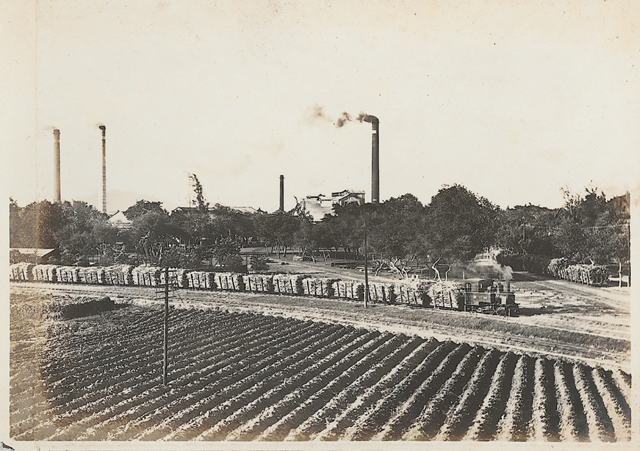
日治時期的橋仔頭糖廠及糖業鐵路。

### 明鄭時期
「橋頭」最早叫做「小店仔」，那是因為在某一座橋邊有二、三間小店，供應往來客商所需的用品而得名。明鄭部隊於全臺各處實行屯田制自給自足，以明鄭軍隊形成了全臺最早的漢人部落，現今橋頭部分地名起源也受明鄭屯田部隊影響，如中衝鎮屯田地（中崎里）、畢宿鎮屯田地（筆秀里）、殿兵鎮屯田地（六班長）。此三地沿中崎溪（中崎溪的下游區民稱為五里林溪）而下，可證橋仔頭漢人的遷入是由中崎溪沿岸開始，其中以中衝鎮最早形成區域中心，有句俗諺說：「有中崎厝、無中崎富，有中崎富、無中崎厝。」 意思是說擁有中崎厝的主人，其富庶無人可敵。

### 清朝時期
經由成功大學歷史系黃典權教授考據，在筆秀里亦有全臺最早神主牌(李有守氏，康熙23年，甲子年，西元1684年)。後來，清朝時期為了引中衝崎的水灌溉仕隆一帶的水田，就在小店仔街(今天橋頭村和橋南村交界的地方)，開鑿一條大圳名為仕隆圳，圳上建造一座拱型設計的允龜橋，從此人們就習慣稱呼小店仔街為「橋仔頭」。(允龜橋橋址在現今老街市場臭豆腐攤附近，在老街拓寬前有水溝，拓寬後遭填平)。
清朝雍正皇帝褒揚林萃崗之母-洪氏教子有方，於清雍正九年六月洪氏卒後，特別頒誥封大石，立於橋頭林家墓園旁，並言令武官經此下馬、文官經此下轎，以示尊敬。

### 日治時期
1901年，以鈴木藤三郎為社長，於橋頭創立全臺灣第一座現代化製程的糖廠，歷經初建（1901〜1904）、擴建（1905〜1911）、完備（1911〜1945）等三個階段。

1912年，成立橋仔頭尋常小學校(現今興糖國小前身)。

1920年，地方改制，橋頭屬楠梓。

1943年，楠梓廢庄，橋子頭、中崎、林子頭、仕隆、九甲圍、頂塩田、五里林、白樹子幾個大字遂併入岡山街。

### 民國時期
1945年二次大戰日本投降後，余登發當選臺灣省高雄縣岡山鎮橋頭里里長，自費設置電線桿數十隻。由於橋頭鄉與附近十個里當時隸屬於岡山鎮，為了尋求都市化起見，余登發遂與地方人士向省政府申請另成立一鄉。
1947年6月1日，新設橋頭鄉成立，日治時期遭併入岡山街的橋子頭、中崎、林子頭、仕隆、新莊、九甲圍、頂塩田、五里林、白樹子成立橋頭鄉，余登發獲鄉民推派出任第一任橋頭鄉鄉長。1956年4月27日，奉准設立「臺灣省立高雄女子中學橋頭分部」（今高雄市立橋頭國民中學）。1999年7月1日，橋頭糖廠停止製糖並改制為高雄廠，2006年台糖公司將高雄廠區及辦公區規劃為糖業博物館。2010年12月25日，因應高雄縣市合併，改制為橋頭區。

## 地理

### 地形
橋頭區位於高雄市西北部，為嘉南平原中屬於高雄平原的部分，北接岡山區，西鄰梓官區，東接燕巢區，南隔後勁溪與楠梓區相接。行政區域面積為25.9379平方公里，整體地勢低平，僅東側有一略高出的小丘陵。

### 人口
根據高雄市政府民政局統計，2024年底橋頭區戶數約1.8萬戶，人口約4.3萬人，區內人口最多與最少的里分別是新莊里與中崎里，2024年底兩里人口分別為7,751人與663人。

## 政治

### 歷任首長
| 任次 | 姓名   | 任期                           | 備註 |
| 1    | 許重明 | 2010年12月25日－2014年12月30日 |      |
| 2    | 李元新 | 2014年12月31日－2016年2月23日  |      |
| 3    | 陳振坤 | 2016年2月24日－2019年3月10日   |      |
| 4    | 邱金寶 | 2019年3月11日－2022年4月11日   |      |
| 5    | 車世民 | 2022年4月11日－現任            |      |

### 區徽
橋頭區徽為綠底橋樑為中心，外圍以紅色、土黃色、藍色，三色鐵軌圍繞，頂端三朵向上飛翔的花瓣。
中心綠底橋樑，象徵重視綠色環保的橋頭區。紅色鐵軌代表捷運紅線，土黃色代表臺糖懷舊火車，藍色代表臺鐵火車，三鐵圍繞橋樑，代表以橋頭區為中心，三鐵共構、共創橋頭新未來，並有如三朵起飛的花瓣，邁向展新的新橋頭。

### 區政組織
橋頭區公所是高雄市政府在橋頭區的派出機關，在中華民國政府架構中為市政府綜理區政的執行機關，上級業務監督機關為高雄市政府。区长由市長任命，其任期為無任期保障。在區長及主任秘書之下，設有3課4室等7個內部單位。

### 行政區
現今橋頭區行政範圍的確立，來自於1947年與岡山鎮（今岡山區）分治同時合併原屬仁武鄉（今仁武區）的中崎而成立的橋頭鄉:3。2010年12月25日，橋頭鄉改名為「橋頭區」。橋頭區的行政區劃轄有橋頭里、橋南里、中崎里、筆秀里、德松里、白樹里、東林里、西林里、芋寮里、三德里、仕隆里、仕豐里、仕和里、新莊里、甲南里、甲北里、頂鹽里等17里，共計347鄰。
| 橋頭區行政區劃 |
| 中崎里 筆秀里 東 林 西林里 德松里 芋寮里 白 樹 里 橋頭里 橋 南 里 仕隆里 仕和里 仕豐里 新莊里 甲 北 里 甲南里 三 德 里 頂鹽里 |

### 其他政府機關
- 臺灣橋頭地方法院
- 臺灣橋頭地方檢察署
- 高雄市政府警察局岡山分局橋頭分駐所、甲圍派出所
- 高雄市政府消防局第四救災救護大隊第一中隊橋頭分隊

## 交通

### 快速公路
- 台61線（規畫中）
  - 楠海路交流道

### 公路
- 台1線：成功北路、成功路、成功南路
- 台17線：典昌路

### 鐵路
臺灣鐵路公司
- 縱貫線：橋頭車站

### 捷運
高雄捷運
- 紅線：橋頭火車站 - 橋頭糖廠站 - 青埔（高科大）站

### 客運
- 經台1線：
  - 高雄客運
    - 98 高雄大學－橋頭車站－捷運青埔站－國立高雄科技大學第一校區－義大醫院
    - 紅72 捷運岡山高醫站－橋頭車站－梓官區公所
    - 紅75 捷運岡山高醫站－橋頭車站－梓官－彌陀－安樂宮
    - 紅76 捷運岡山高醫站－橋頭車站－梓官－彌陀－永安國小
    - 8015 臺鐵岡山車站（捷運岡山車站）－橋頭－海青工商
    - 8041C 高雄客運鳳山站－澄清湖－茄萣站
    - 8046A 臺南火車站（北站）→嘉南藥理大學→路竹→岡山→文藻外語大學→高鐵左營站
    - 8046B 高鐵左營站－岡山－路竹－嘉南藥理大學－台南火車站
    - 8049 崗山頭－岡山－楠梓－澄清湖－高雄客運鳳山站

  - 港都客運
    - 紅71C  加昌站－橋頭車站－捷運岡山高醫站

  - 義大客運
    - 8506 義大世界－捷運岡山車站

- 經台17線（濱海公路）：
  - 高雄客運
    - 8017 台鐵新左營站－赤崁－臺鐵岡山車站（捷運岡山車站）
    - 8021 高雄客運鳳山站－彌陀國小
    - 8043 茄萣站－台17線－高雄車站（建國路）

  - 南台灣客運
    - 紅53梓官幹線-主線 高鐵左營站－蚵仔寮漁港
    - 紅53梓官幹線-副線 高鐵左營站－高雄大學－蚵仔寮漁港

## 教育

### 高級中等學校
- 高雄市私立高苑高級工商職業學校
- 國立高科實驗高級中等學校

### 國民中學
- 高雄市立橋頭國民中學[7]
- 國立高科實驗高級中等學校附設國中部

### 國民小學
- 高雄市橋頭區橋頭國民小學[8]
- 高雄市橋頭區甲圍國民小學[9][10]
- 高雄市橋頭區興糖國民小學[11]
- 高雄市橋頭區五林國民小學[12]
- 高雄市橋頭區仕隆國民小學[13]
- 國立高科實驗高級中等學校附設國小部

## 宗教信仰

### 道教和臺灣民間信仰
橋頭、興糖、筆秀、中崎、海峰
- 橋頭鳳橋宮
- 興糖福德祠
- 橋南勸善堂
- 筆秀天后宮
- 中崎關聖宮
- 海峰法主宮

仕隆、仕元、白樹子、德松、林仔頭
- 仕隆帝仙宮
- 仕隆註生宮(全台少數主祀註生娘娘的宮廟)
- 仕元代天府
- 白樹代天府
- 德松德玄宮
- 林仔頭護安宮

九甲圍、新莊、六班長
- 九甲圍義山宮
- 新莊義山宮
- 六班長三山宮

芋寮、五里林、頂鹽田
- 芋寮壽生廟
- 五里林天后宮
- 頂鹽田天月宮

### 佛教
- 五里林明德淨寺
- 德山禪寺
- 承德寺
- 福智寺
- 玄中寺

### 基督宗教
| 宗派                             | 教會（禮拜堂 / 聖堂）     |
| -------------------------------- | ------------------------- |
| 天主教                           | 聖道明堂                  |
| 歸正宗長老會（臺灣基督長老教會） | 橋頭教會、甲圍教會        |
| 其他                             | FIGHT.K教會、橋頭主愛教會 |

## 旅遊

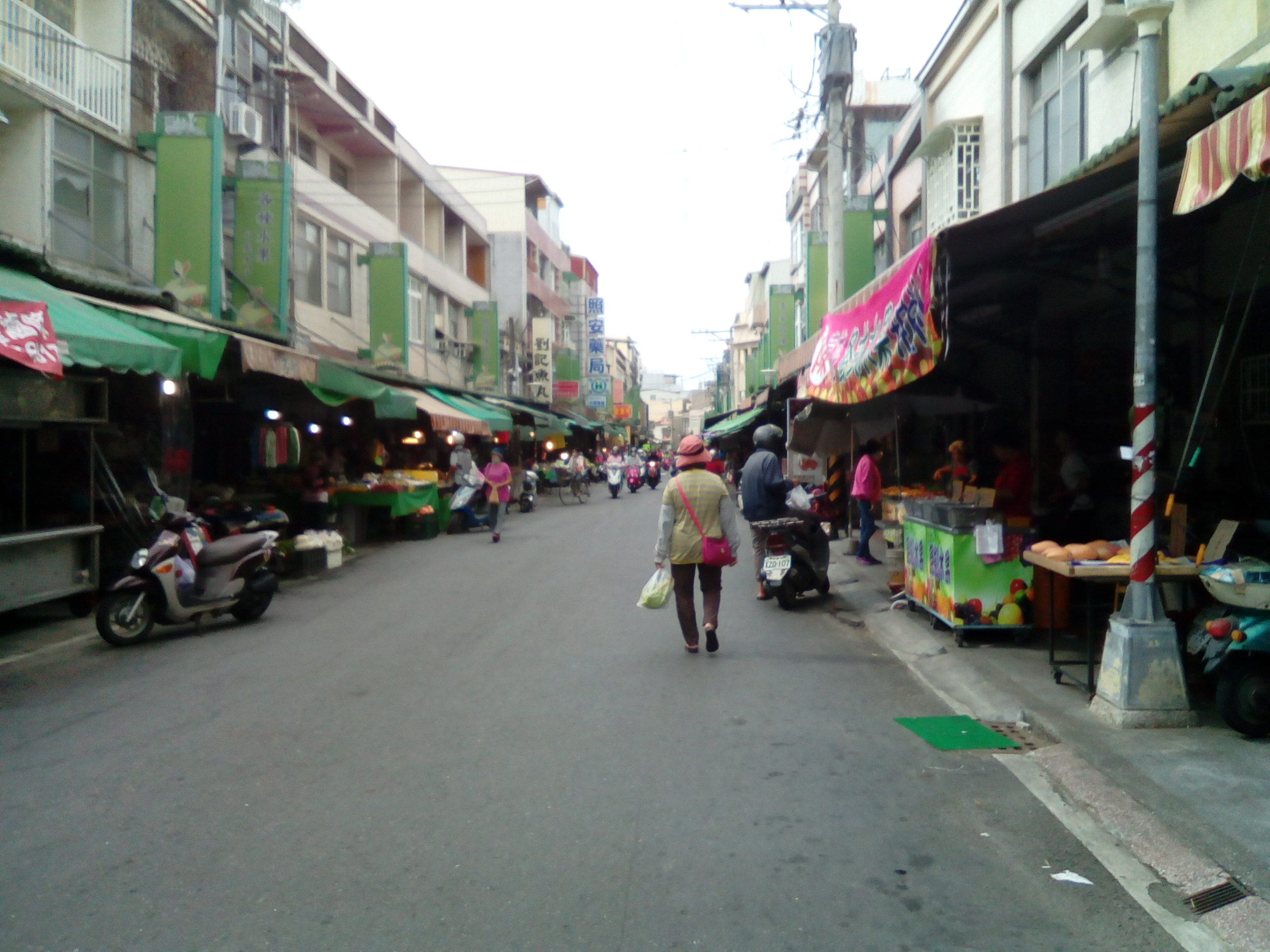
橋頭老街

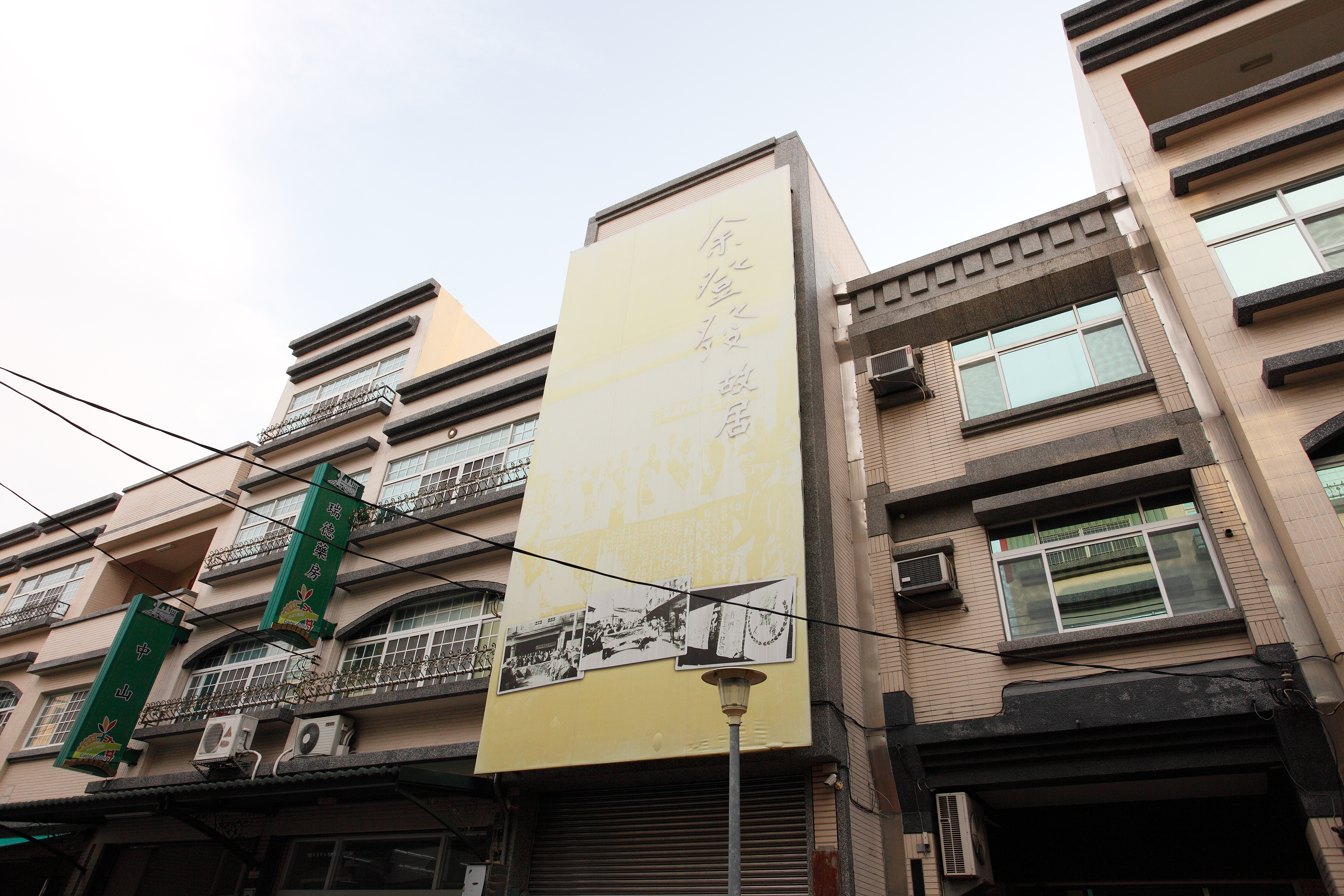
余登發故居

### 歷史景點

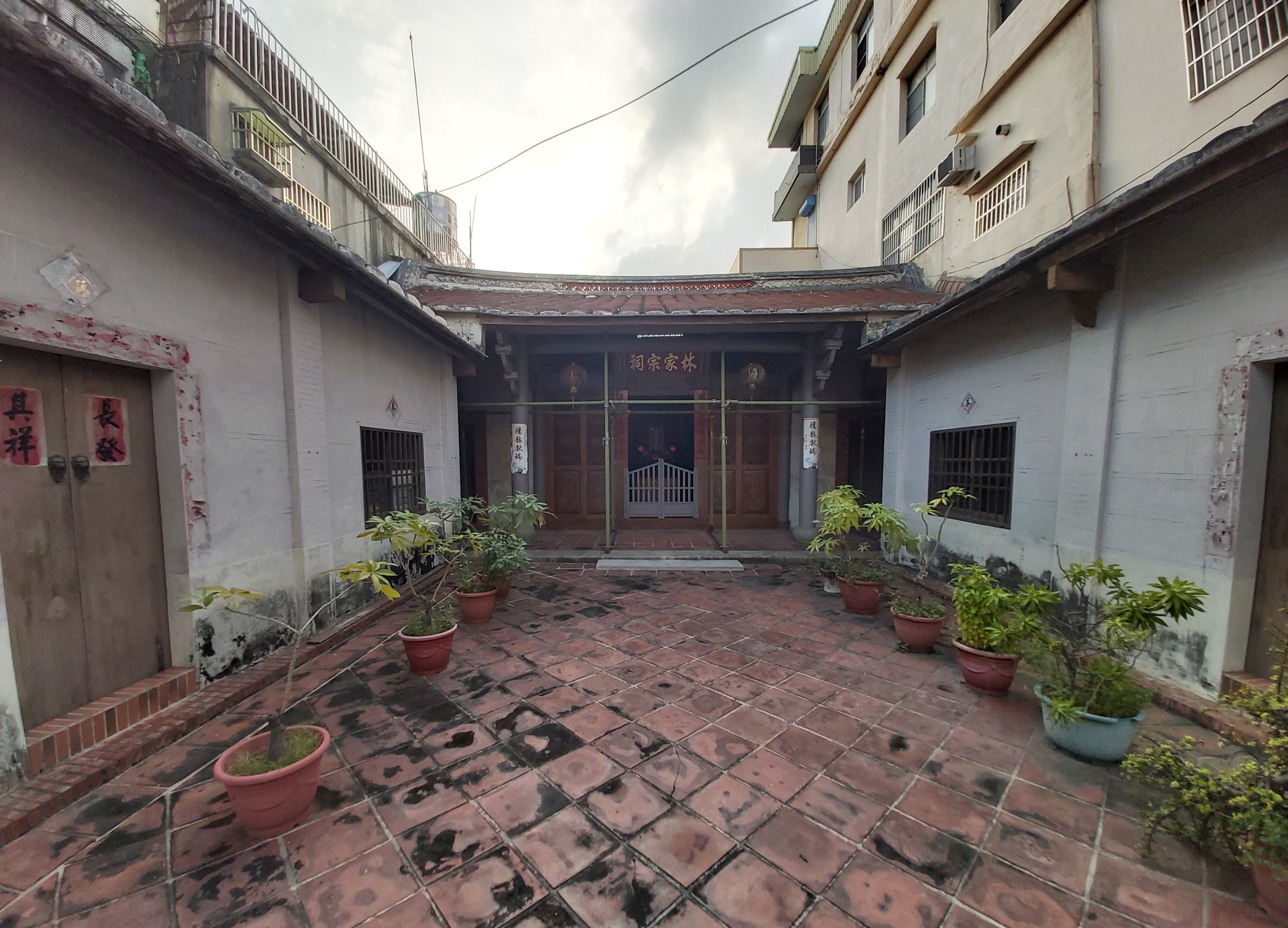
橋仔頭（小店仔）街林家宗祠

- 下馬碑（林氏墓園，傳說當年清朝皇帝為表揚林洪氏教子有方，遂賜下石碑。凡官員經過，文官必下轎、武官必下馬，以示尊敬）
- 中崎里黃家厝（橋頭中崎地區有句俗諺說：「有中崎厝、無中崎富，有中崎富、無中崎厝。」 意思是說擁有中崎厝的主人，其富庶無人可敵。）
- 橋仔頭糖廠（台灣首座現代化糖廠）
- 許厝大埕（大埕前設有四座旗桿座，為科舉金榜題名插旗祭祖用。）
- 白屋（為日治時期糖廠高層接待高級貴賓的招待所，臺灣受中華民國國民政府接管後變成糖廠員工餐廳，現在已民營化對外開放）

### 觀光景點
- 十鼓橋糖文創園區
- 吉照故里茶道院（原橋頭糖廠廠長宿舍）
- 台糖高雄花卉農園
- 省道彩虹橋墩
- 橋頭老街
- 橋頭糖廠五分車
- 優大利都會教育休閒農場
- 樹靈碑

## 工業區
- 南部科學園區橋頭園區

## 特產、美食

### 特產
- 蜂蜜、牛奶、稻米、玉米、甘蔗、哈密瓜

### 美食
- 橋頭肉包、黃家肉燥飯、天成潤餅、咖哩鮪魚羹、榕樹下輝伯香菇肉羹、筒仔米糕、夯伯滷味。

## 流行文化

### 電影
- 2018年－江湖無難事
- 2017年－血觀音
- 2015年－風中家族
- 2012年－花漾
- 2012年－不倒翁的奇幻旅程
- 2010年－貧民英雄
- 2009年－淚王子

### 電視劇
- 2017－紅塵梵谷
- 2011－回家
- 2011－真的漢子
- 2009－海派甜心

### 電影展
- 金甘蔗影展

### 聯合影展
- Meet me高中職聯合影展：由FIGHT.K教會、星起製片公司與部分高雄市的高中職舉辦聯合影展。

## 相關事件
- 筆秀清庄事件
- 中崎清庄事件
- 六班長清庄事件
- 橋頭事件

## 外部連結
- 高雄市橋頭區公所 （页面存档备份，存于）
- 橋仔頭文史協會 （页面存档备份，存于）
- 水流庄人文協會 （页面存档备份，存于）
- 高雄市岡山戶政事務所橋頭辦公處 （页面存档备份，存于）
- 高雄市橋頭區衛生所 （页面存档备份，存于）